# Pathological Demand Avoidance
Pathological Demand Avoidance (PDA, deutsch: Krankhafte Anforderungsvermeidung) bezeichnet ein spezifisches Verhaltensprofil bei Autismus, das sich durch extremen Widerstand gegenüber jeglichen nicht selbst gewählten Aufgaben äußert. Es wird gelegentlich auch bei anderen kindlichen Entwicklungsstörungen beobachtet, stellt jedoch keine eigenständige Diagnose dar. 

## Beschreibung
PDA äußert sich durch extremen Widerstand gegenüber jeglichen Anforderungen, die von außen an die betroffene Person herangetragen werden. Dies umfasst auch alltägliche Aufgaben, die problemlos zu erledigen wären (z. B. Zähneputzen, Körperhygiene, Hausaufgaben) sowie Aktivitäten, die der Person normalerweise Spaß machen. Nicht selbst gewählte Aktivitäten werden dabei allein deswegen verweigert, weil sie nicht selbst gewählt sind und nicht, weil die Aktivität an sich ein Problem darstellen würde. Das Verhalten geht weit über das alterstypische Normalmaß hinaus und ist nicht an bestimmte Phasen in der kindlichen Entwicklung (Trotzphase) gebunden. Da PDA nahezu sämtliche Lebensbereiche betrifft, kann es die Lebensqualität der Betroffenen und ihre gesellschaftliche Teilhabe massiv beeinträchtigen.

## Ursachen
Als Ursache von PDA wird ein extremer, aus irrationalen Ängsten gespeister Kontrollzwang gegenüber der Umgebung, anderen Personen und deren Erwartungen angenommen. Anforderungen von außen würden als Kontrollverlust wahrgenommen, was massiven Stress verursache und sich in der vehementen Ablehnung jeglicher nicht selbst gewählter Aktivitäten äußere. Der zentrale Unterschied zu ähnlichen Verhaltensweisen bei anderen Störungsbildern (z. B. einer Störung des Sozialverhaltens) sei also, dass der Widerstand bei PDA nicht durch Boshaftigkeit motiviert sei, sondern durch Angst. Betroffene verfügen typischerweise über ein breites Spektrum an Vermeidungsstrategien, vom Erfinden von Ausreden und Delegieren von Aufgaben bis hin zu extremen, mitunter sogar gewalttätigen Wutausbrüchen. Der Aufwand, der in die Vermeidung investiert wird, steht dabei in keinerlei Verhältnis zur eigentlichen Aufgabe.

## Geschichte
PDA wurde erstmals 1980 von der Entwicklungspsychologin Elizabeth Newson als tiefgreifende Entwicklungsstörung des Kindesalters beschrieben. Es wurde seither insbesondere im englischsprachigen Raum erforscht, findet seit den 2010er Jahren aber zunehmend auch darüber hinaus Beachtung. Umstritten ist seit jeher, ob es sich bei PDA um ein bloßes Verhaltensprofil oder um einen abgrenzbaren Subtyp von Autismus handelt. Vertreter der Subtyp-Hypothese führen an, dass PDA-Betroffene untereinander mehr Ähnlichkeiten aufwiesen als zu den im ICD-10 definierten Subtypen Asperger-Syndrom und Frühkindlicher Autismus, für die Diagnose eines Atypischen Autismus aber zu viele spezifische Gemeinsamkeiten besäßen. Für die Einordnung als Verhaltensprofil spräche u. a. die Überschneidung der Symptomatik mit anderen Störungsbildern (z. B. ADHS, Störung des Sozialverhaltens, antisoziale Persönlichkeitsstörung) und dass der Schweregrad von PDA als Spektrum von leichten bis schweren Ausprägungen zu begreifen sei. So besäße PDA zwar therapeutische Relevanz, stelle aber keine abgrenzbare diagnostische Entität dar. Betroffene werden bislang häufig mit Atypischem Autismus diagnostiziert.